# Vihajärvi (sjö i Pälkäne, Birkaland)
Vihajärvi är en sjö i kommunerna Pälkäne och Tavastehus i landskapen Birkaland och Egentliga Tavastland i Finland. Sjön ligger 86,5 meter över havet. Arean är 2,53 kvadratkilometer och strandlinjen är 18,76 kilometer lång. Sjön  ingår i Kumo älvs huvudavrinningsområde.   Den ligger omkring 53 km öster om Tammerfors, omkring 32 km norr om Tavastehus och omkring 120 km norr om Helsingfors. 
I sjön finns bland andra ön Sylkkysaari. Vihajärvi ligger söder om Kukkia. 